# Macrotocinclus affinis
Genre
Espèce
Macrotocinclus affinis (anciennement Otocinclus affinis) est un poisson d'eau douce de la famille des Loricariidés, originaire du Brésil. Ce poisson nous provient exclusivement de pêche en milieu naturel où il est très abondant. Plusieurs espèces sont d'ailleurs exportées sous le nom d'Otocinclus. Il est le seul membre du genre Macrotocinclus.

## En aquarium
C'est un poisson mangeur d'algues demandant à vivre dans un aquarium densément planté et avec d'autres espèces calmes (ex :Corydoras, tétras, Cichlidés nains) et supportant mal la concurrence avec d'autres Loricariidés plus grand. On peut mettre jusqu'à cinq spécimens dans un volume de 100 litres.
Il préfère une eau douce d'un pH entre 4 et 7,5  à 26 °C, moyennement brassée avec changements d'eau de 10 % par semaine.
Un sol nutritif recouvert de sable de rivière l'empêchera de se blesser les barbillons, il est d'ailleurs conseillé d'installer une racine ou du bois pour lui permettre de les entretenir.
Un complément végétal est indispensable (tranche de courgette 2 fois par semaine), les algues de l'aquarium étant souvent insuffisantes pour l'alimenter correctement.
Ce poisson est particulièrement fragile aux maladies, surtout en raison des conditions de stockage difficiles et du manque de nourriture entre le lieu de pêche et l'arrivée en aquarium.
Mais après l'acclimatation, il se révèle plus résistant s'il est maintenu dans de bonnes conditions.
Attention, toutefois, aux traitements à base de sels, ou aux ajouts quelques fois préconisés pour la qualité de l'eau ; ils ne le tolèrent pas.

## Reproduction

### En captivité
C'est une espèce peu prolifique, la reproduction en aquarium est difficile et rare, mais si un couple se forme, il faut lui installer un bac de 50 litres. Une eau assez douce et bien filtrée est primordiale, tandis que le décor peut se limiter à quelques pieds de plantes en pot. Les œufs sont éparpillés dans l'aquarium, ils adhèrent à la végétation et éclosent au bout de 3 jours.

## Référence
- Steindachner, 1877 : Die Süsswasserfische des südöstlichen Brasilien. (IV). Sitzungsberichte der Kaiserlichen Akademie der Wissenschaften. Mathematisch-Naturwissenschaftliche Classe 76 p. 217-230. (Otocinclus affinis)